# Lega di Autogoverno Democratico di Taiwan
La Lega di Autogoverno Democratico di Taiwan (台湾民主自治同盟S, Táiwān Mínzhǔ Zìzhì TóngméngP) nota anche con la sua abbreviazione cinese Taimeng (台盟S, TáiméngP), è uno degli otto partiti politici legalmente riconosciuti nella Repubblica Popolare Cinese che seguono la direzione del Partito Comunista Cinese e sono membri della Conferenza politica consultiva del popolo cinese. Fu formata a Hong Kong nel novembre 1947 da membri del Partito Comunista Taiwanese sopravvissuti all'incidente del 28 febbraio.
La Lega di Autogoverno Democratico di Taiwan conta 3 000 membri, la maggior parte dei quali sono personaggi di spicco di Taiwan o di origine taiwanese, ma che ora risiedono nella Cina continentale.

## Leader
1. Xie Xuehong (1949-1958)
2. Cai Xiao (1979-1983)
3. Su Ziheng (1983-1987)
4. Lin Shengzhong (1987-1988)
5. Cai Zimin (1988-1995)
6. Zhang Kehui (1995-2005)
7. Lin Wenyi (2005-2017)
8. Su Hui (2017-oggi)[3]